# Børre Dalhaug
Børre Dalhaug (Ålesund, 29 april 1974) is een Noorse jazz-drummer, componist en arrangeur. 
Dalhaug studeerde in de tweede helft van de jaren negentig aan de Norwegian Academy of Music, waar hij onder meer les kreeg van John Engels. Sinds 1995 werkt hij als muzikant. Hij heeft onder meer gespeeld met de Noorse jazzgroep The Real Thing, de zangeres Nora Brockstedt, Borhuslän Big Band en het sextet van Staffan William-Olsson. Hij is onder meer lid van de bands Cowabunga en District Nine en leidt bijvoorbeeld de Ålesund Storband. In 2004 bracht hij een plaat uit met bigbandmuziek, "BigBandBlast!". 

## Discografie
- Bigbandblast!, Real Music Records, 2004